# Marivella
Marivella es un paraje del municipio de Calatayud, en la provincia de Zaragoza.
Es atravesado por la antigua N-2, que enlaza con la A-2 y una de las principales vías de entrada en la ciudad de Calatayud.